# Tyana callichlora
Tyana callichlora är en fjärilsart som beskrevs av Walker 1886. Tyana callichlora ingår i släktet Tyana och familjen trågspinnare. Inga underarter finns listade i Catalogue of Life.